# 1990 ve filmu

## Československé filmy
- Něžný barbar (režie: Petr Koliha)
- Pasťák (režie: Hynek Bočan)
- Pějme píseň dohola (režie: Ondřej Trojan)

## Zahraniční filmy
- Duch (režie: Jerry Zucker)
- Návrat do budoucnosti III (režie: Robert Zemeckis)
- Predátor 2 (režie: Stephen Hopkins)
- Pretty Woman (režie: Garry Marshall)
- Rocky V (režie: John G. Avildsen)
- Sám doma (režie: Chris Columbus)
- Střihoruký Edward (režie: Tim Burton)
- Total Recall (režie: Paul Verhoeven)

## Ocenění a festivaly
- poslední ročník Filmového festivalu pracujících